# Coccophagus aethiopis
Coccophagus aethiopis är en stekelart som beskrevs av Girault 1935. Coccophagus aethiopis ingår i släktet Coccophagus och familjen växtlussteklar. Inga underarter finns listade i Catalogue of Life.